# Münzbund
Ein Münzbund ist ein vertraglicher Zusammenschluss zweier oder mehr benachbarter Münzstände mit dem Ziel, in einem von schwacher Zentralgewalt geprägten Gebiet (wie besonders dem mittelalterlichen Deutschem Reich) die Stabilität überregionaler Groß- und Handelsmünzen aufrechtzuerhalten. Auf die Prägung der kleinen Scheidemünzen hatten die Münzvereine in der Regel kaum Einfluss. Nach einer Blütezeit im 14. Jahrhundert wurden die Funktionen der Münzvereine anschließend zunehmend von den, mit wachsender Finanzkraft ausgestatteten, Territorial- und Landesherrschaften übernommen.
Die erfolgreichsten deutschen Münzbündnisse sind der Rheinische Münzverein, der Wendische Münzverein (Hanseraum) und der Rappenmünzbund (Oberdeutschland).